# 667 v. Chr.
Portal Geschichte | Portal Biografien | Aktuelle Ereignisse | Jahreskalender | Tagesartikel

◄ |
8. Jahrhundert v. Chr. |
7. Jahrhundert v. Chr. |
6. Jahrhundert v. Chr. |
►

◄ | 680er v. Chr. | 670er v. Chr. | 660er v. Chr. | 650er v. Chr. |
640er v. Chr. |
►

◄◄ | ◄ | 670 v. Chr. | 669 v. Chr. | 668 v. Chr. | 667 v. Chr. |
666 v. Chr. |
665 v. Chr. |
664 v. Chr. |
► |
►►

## Ereignisse

### Wissenschaft und Technik
- 1. Regierungsjahr des babylonischen Königs Šamaš-šuma-ukin (667 bis 666 v. Chr.): Im babylonischen Kalender fiel das babylonische Neujahr des 1. Nisannu auf den 1.–2. April[1] (Frühlingsbeginn); der Vollmond im Nisannu auf den 14.–15. April[1] und der 1. Tašritu auf den 24.–25. September[1].[2]